# Topelius-Preis (Literatur)

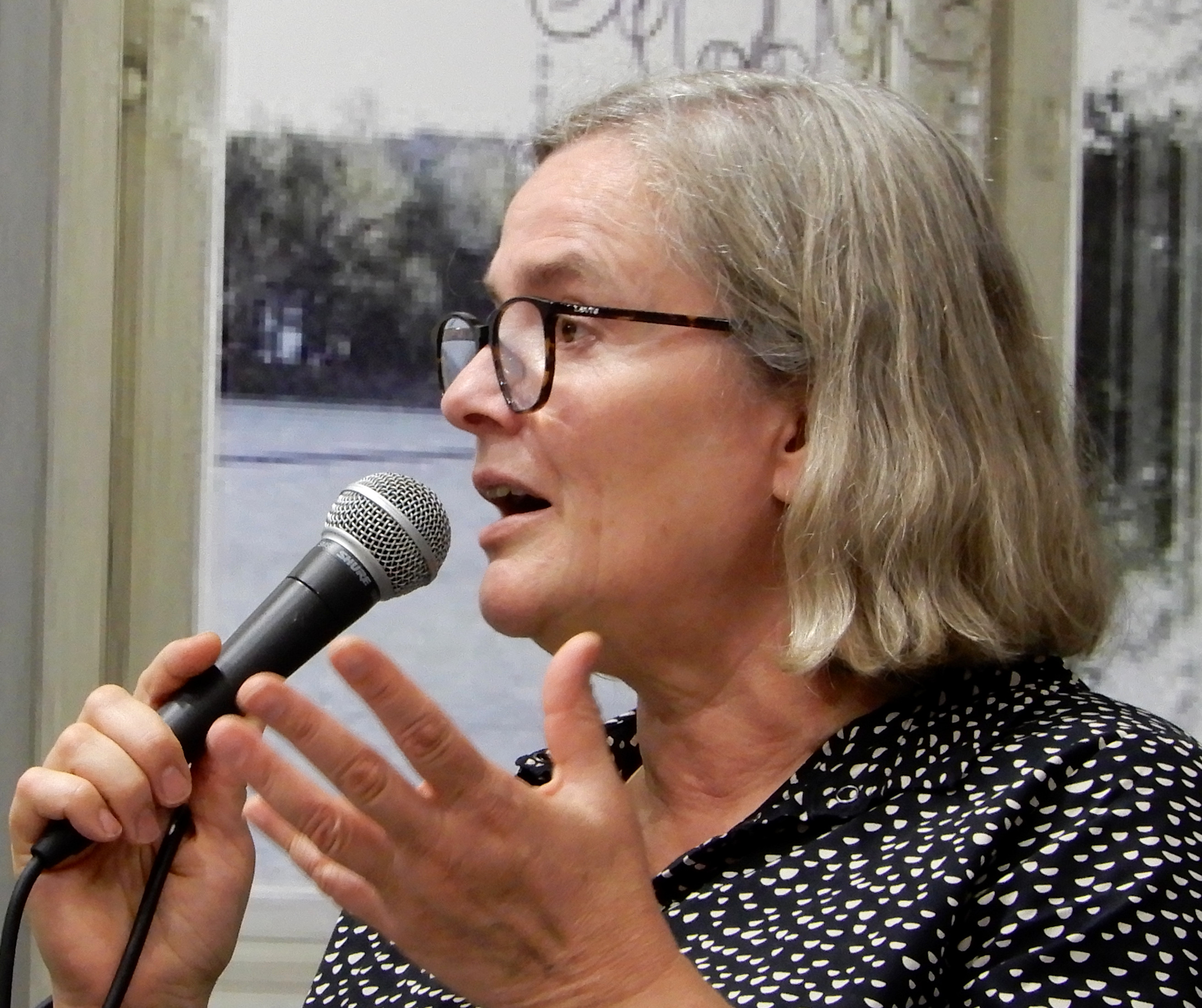
Die finnlandschwedische Schriftstellerin Annika Luther wurde 2008 mit dem Topelius-Preis ausgezeichnet.

Der Topelius-Preis, finnisch Topelius-palkinto oder schwedisch Topeliuspriset, ist ein Literaturpreis in Finnland, mit dem seit 1948 jährlich im Januar vom Verein der Kinder- und Jugendbuchautoren ein hochklassiges Jugendbuch des Vorjahres ausgezeichnet wird. Es handelt sich um den ältesten Preis seiner Art in Finnland. Die Preissumme entspricht der Jahreszahl und belief sich 2022 auf 2022 Euro.

## Geschichte und Hintergrund
Der Topelius-Preis für Jugendliteratur wurde 1948 erstverliehen. Der „Verein der Kinder- und Jugendbuchautoren Finnlands“ (finnisch Suomen lasten- ja nuortenkirjailijat) – ein nationaler Schriftstellerverband, die die Kinder- und Jugendliteratur fördert – zeichnet damit Jugendbuchautoren aus. Der Namensgeber, Zacharias Topelius, war ein bedeutender finnlandschwedischer Schriftsteller, Dichter und Publizist.
Der jährliche Preisträger wird durch eine durch den Verband benannte Jury ermittelt, die aus drei Personen besteht. Das Preisgeld wird aus den laut Urheberrechtsgesetz an den Verband abgeführten Tantiemen finanziert.

## Preisträger, Werke und Sprache
- 1948 Aili Konttinen für Inkeri palasi Ruotsista (Finnisch, Deutsch 1957)
- 1949 Aili Konttinen für Hymyile, Krisse (Finnisch)
- 1949 J.V. Wainio für Perman jousi (Finnisch)
- 1950 Tauno Rautapalo für Rohkeita poikia (Finnisch)
- 1951 Aaro Honka für Sisukkaat sarvikuonot, Suurleirin seikkailijat und Teatteriteinit (Finnisch)
- 1952 Aili Somersalo für ihr Gesamtwerk (Finnisch)
- 1953 Leena Härmä für Tuittupää ja Rantakylän Sisu (Finnisch)
- 1954 Marjatta Kurenniemi für Oli ennen Onnimanni (Finnisch)
- 1955 Juuse Tamminen für Varjagien aarre (Finnisch)
- 1956 Martti Haavio für Kultaomena und Tuhkimus (Finnisch)
- 1957 Aale Tynni für Heikin salaisuudet (Finnisch)
- 1958 Aira Kokki für Avattu ovi (Finnisch)
- 1959 Aila Nissinen für Minä olen Lammenpei und Laulavat omenat (Finnisch)
- 1960 Tauno Karilas für sein Gesamtwerk
- 1961 Salme Setälä für Minä olen Marlene (Finnisch)
- 1962 Merja Otava für Minä, Annika ÄP (Finnisch)
- 1963 Esteri Vuorinen für Kala-Keisarin porsas (Finnisch)
- 1964 Pauli Kojo für Herrankukkaro (Finnisch)
- 1965 Kaarina Helakisa für Satukirja (Finnisch)
- 1966 Oili Tanninen für Nunnu (Finnisch)
- 1967 Marjatta Kurenniemi für Onnelin ja Annelin talo (Finnisch)
- 1968 Kaarlo Merimaa für sein Gesamtwerk
- 1969 Margareta Keskitalo für Tyttö kuunarilaiturilla (Finnisch)
- 1970 Merja Otava für Kuuvuosi (Finnisch)
- 1971 Rauha S. Virtanen für Joulukuusivarkaus (Finnisch)
- 1972 Margareta Keskitalo für Liukuhihnaballadi (Finnisch)
- 1973 Uolevi Nojonen für Askeetti ei saa komplekseja (Finnisch)
- 1974 Mikko Samulinen für Tulikavio (Finnisch)
- 1975 Pekka Suhonen für Manta (Finnisch)
- 1976 Lasse Raustela für Noitakellot (Finnisch)
- 1977 Asko Martinheimo für Lassinkyynel (Finnisch)
- 1978 Tove Jansson für Den farliga resan (Schwedisch, Deutsch 1981)
- 1979 Tuula Kallioniemi für Toivoton tapaus? (Finnisch)
- 1980 Irmelin Sandman Lilius für ihr Gesamtwerk
- 1981 Hellevi Salminen für Aikalisä (Finnisch)
- 1982 Marita Lindquist für ihr Gesamtwerk (Schwedisch)
- 1983 Arvi Arjatsalo für Sammatin Elias (Finnisch)
- 1984 Marjatta Kurenniemi für ihr Gesamtwerk (Finnisch)
- 1985 Kaija Pakkanen für ihr Gesamtwerk (Finnisch)
- 1986 Kirsi Kunnas für ihr Gesamtwerk (Finnisch)
- 1987 Jukka Parkkinen für Kaupungin kaunein lyyli (Finnisch)
- 1988 Asko Martinheimo für Tuhkanaama ja Taivaantakoja (Finnisch)
- 1989 Uolevi Nojonen für Pallo sukassa (Finnisch)
- 1990 Lasse Raustela für Vahdinvaihto (Finnisch)
- 1991 Riitta Jalonen für Enkeliyöt (Finnisch)
- 1992 Kirsi Kunnas für Tiitiäisen pippurimylly (Finnisch)
- 1993 Leena Krohn für Salaisuuksia (Finnisch)
- 1994 Inka Nousiainen für Kivienkeli (Finnisch)
- 1995 Maria Vuorio für Jonakin toisena päivänä (Finnisch)
- 1996 Hannu Mäkelä für Pönttölän väkeä und sein Gesamtwerk (Finnisch)
- 1997 Hellevi Salminen für Sammakkoprinssi (Finnisch)
- 1997 Tuija Lehtinen für Asvalttisoturi (Finnisch)
- 1998 Taru Väyrynen und Tarmo Väyrynen für Jääsilmä (Finnisch)
- 1999 Marja-Leena Tiainen für Rakas Mikael (Finnisch)
- 2000 Kari Hotakainen für Näytän hyvältä ilman paitaa (Finnisch)
- 2001 Raili Mikkanen für Aavikoiden sankari (Finnisch)
- 2002 Hannele Huovi für Höyhenketju (Finnisch)
- 2003 Maijaliisa Dieckmann für Luostarin Piritta (Finnisch)
- 2004 Ritva Toivola für Kummitusjuna (Finnisch)
- 2005 Reija Kaskiaho für Rastas (Finnisch)
- 2006 Tuija Lehtinen für www.liisanblogi.net (Finnisch)
- 2007 Timo Parvela für Tuliterä (Finnisch)
- 2008 Annika Luther für Brev till världens ände (Schwedisch)
- 2010 Lauri Törhönen für Sello & Pallo: vaaleansininen rakkaustarina (Finnisch)
- 2011 Kirsti Kuronen für Piruettiystävyys (Finnisch)
- 2012 Jukka-Pekka Palviainen für Joku vieraileva tähti (Finnisch)
- 2013 Salla Simukka für Jäljellä och Toisaalla (Finnisch)
- 2014 Jyri Paretskoi für Shell's Angles (Finnisch)
- 2015 Kalle Veirto für Säbätalvi (Finnisch)
- 2016 Siiri Enoranta für Surunhauras, lasinterävä (Finnisch)
- 2017 Siri Kolu für Kesän jälkeen kaikki on toisin (Finnisch)
- 2018 Elina Rouhiainen für Muistojenlukija. Väki 1 (Finnisch)
- 2019 Anniina Mikama für Taikuri ja taskuvaras (Finnisch)
- 2020 Briitta Hepo-oja für Suomea lohikäärmeille (Finnisch)
- 2021 Meri Luttinen Myrskynsilmä (Finnisch)
- 2022 Anniina Mikama Myrrys (Finnisch)